# سرزمین دانایی
سرزمین دانایی مجموعه‌ای تلویزیونی است که در شبکه تهران ساخته شده است. این مجموعه نخستین برنامه در تلویزیون ایران است که در ژانر سریال‌های واقع‌نما ساخته شد.
نخستین سری مجموعه در منطقه محافظت شده میانکاله و جنگل‌های بهشهر ساخته شد و فینال سری نخست در جزیره کیش و هندورابی ساخته شد. این مجموعه برای دو سال پیاپی (سالهای ۲۰۱۱ و ۲۰۱۲) در جشنواره اتحادیه رادیو تلویزیونی آسیا-اقیانوسیه به عنوان فینالیست برگزیده شد.
این مسابقه تلویزیونی در دومین جشنواره جام جم ۹ بهمن ۱۳۹۱ برنده دو جایزه: بهترین مسابقه حضوری تلویزیونی و بهترین خلاقیت و پژوهش در بخش مسابقات تلویزیونی شد.